# Bauke Mollema
Bauke Mollema (født 26. november 1986 i Groningen) er en hollandsk professionel cykelrytter, som kører for World Tour-holdet, Lidl-Trek.
Før Mollema fik professionel kontrakt, kørte han for Rabobanks kontinentalhold.

## Meritter
2006
Etapesejr, Vuelta Ciclista a Leó
2007
Samlet, Circuito Montañés
Etapesejr på 6. etape
Samlet, Tour de l'Avenir
2008
6. plads samlet, Vuelta a Castilla y León
2010
5. plads samlet, Vuelta a Andalucía
12. plads samlet, Giro d'Italia
Etapesejr Polen Rundt
2012
3. plads samlet, Baskerlandet Rundt
2013
2. plads samlet og etapesejr Tour de Suisse
Etapesejr, Vuelta a España
2014
Etapesejr, Tour of Norway
2016
Clásica de San Sebastián
Etapesejr, Tour of Alberta
2017
Samlet, Vuelta a San Juan
15. etape, Tour de France